# Пази, Владислав Борисович
Владислав Борисович Пази (17 марта 1945, Ленинград, СССР — 13 мая 2006, София, Болгария) — российский театральный режиссёр, с 1999 по 2006 годы — художественный руководитель Санкт-Петербургского академического театра имени Ленсовета. Заслуженный деятель искусств Российской Федерации (2002), Заслуженный деятель культуры Кыргызской Республики (1993).

## Биография
Владислав Пази родился 17 марта 1945 года в Ленинграде, в еврейской семье Бориса Наумовича (Дов-Бера Нохемовича) Пази (1904—1951) и Рахили Ефимовны Шкляровой (1912—2002).
Окончил ЛГИТМиК по классу режиссуры драматического театра в 1972 году (курс М. Сулимова). Стажировку проходил у Г.А. Товстоногова.
Работал режиссёром-постановщиком в театрах Омска, Петразаводска, Владимира, Таллина, Мурманска.
С 1984 по 1992 год был художественным руководителем и директором Русского драматического театра им. Н.К. Крупской в городе Фрунзе (с 1991 года Бишкек).
С 1993 года — режиссёр Театра им. В. Ф. Комиссаржевской.
С 1996 года — директор, с 1999 — художественный руководитель Санкт-Петербургского академического театра имени Ленсовета.
Скоропостижно скончался во время служебной поездки 13 мая 2006 года в Софии на 62-м году жизни.
Похоронен на Литераторских мостках в Санкт-Петербурге.

## Постановки в театре
Русский драматический театр им. Н.К. Крупской
- «Колыма» И. Дворецкого
- «Три сестры» А.П. Чехова
- «Игра в джин» Д.-Л.Кобурн
- «Декамерон» Дж. Боккаччо,
- «В этом милом старом доме» А. Арбузова
- «Смотрите, кто пришёл!» В. Арро
- «Диктатура совести» М. Шатрова
- «Друзья» Кобо Абэ
- «Звёзды на утреннем небе» А. Галина
- «Плаха» Ч. Айтматова
- «Пеппи Длинныйчулок» А. Линдгрен
- «Ночевала тучка золотая» А. Приставкина
- «Группа» А. Галина
- «Трёхгрошовая опера» Б. Брехта

Санкт-Петербургский театр имени В.Ф. Комиссаржевской
- «Дама с камелиями» А. Дюма-сына
- «Игрок» по роману Ф.М. Достоевского
- «Самоубийство влюблённых на острове Небесных Сетей» М. Тикамацу

### Мариинский театр
- 1996 — «Обручение в монастыре» С. С. Прокофьева[6]

### Санкт-Петербургский академический театр имени Ленсовета
- 2002 — «Фредерик, или Бульвар преступлений», по пьесе Э.-Э.Шмитта [7]
- 2004 — «Оскар и Розовая Дама», по роману Э.-Э. Шмитта
- 2005 — «Приглашение в замок», по пьесе Ж.Ануя [8]
- «Любовник» Г. Пинтера
- «Лицо» И. Бергмана
- «С болваном» А. Хрякова
- «Король, дама, валет» В. Набокова
- «Прекрасное воскресенье для пикника» Т. Уильямса
- «Братец Кролик на Диком Западе» Э. Гайдая
- «Жак и его господин» М. Кундеры
- «Дверь в смежную комнату» А. Эйкбурна
- «Поживём-увидим!» Б. Шоу
- «Маленькая девочка» Н. Берберовой
- «Владимирская площадь» (русский мюзикл А. Журбина, В. Вербина по роману Ф.М. Достоевского «Униженные и оскорблённые»)
- «Гедда Габлер» Г. Ибсена

## Признание и награды
- 1991—1992 — Номинант премии «Киевская пектораль» в категории «Лучшая режиссёрская работа» (спектакль «Приглашение в замок»)
- 1993 — Заслуженный деятель культуры Кыргызской Республики (5 октября 1993 года) — за большой вклад в развитие театрального искусства[9]
- 1995 — Лауреат премии «Золотой софит» в категории «Лучший режиссёр драматических театров» за постановку спектакля «Самоубийство влюбленных на Острове небесных сетей[англ.]»[10]
- 2002 — Заслуженный деятель искусств Российской Федерации (28 октября 2002 года) — за заслуги в области искусства[11]
- 2004 — Лауреат премии «Золотой софит» за спектакль «Оскар и розовая Дама»
- 2005 — Благодарность Министра культуры и массовых коммуникаций Российской Федерации (10 марта 2005 года) — за большой вклад в развитие театрального искусства России[12]
- 2005 — Почётный диплом Законодательного Собрания Санкт-Петербурга (16 марта 2005 года) — за выдающийся личный вклад в развитие культуры и искусства в Санкт-Петербурге и в связи с 60-летием со дня рождения[13].

## Семья
Дядя — Арон Наумович Пази, редактор Ленинградского радиокомитета, автор краеведческих книг «Ленинград и его районы» (1947), «Колыбель Октября» (1947), «Красный уголок в артели» (1955).
Жена — Лидия Ледяйкина, актриса.